# Yamilka del Valle
Yamilka del Valle Álvarez (22 de septiembre de 1987) es una luchadora cubana de lucha libre. Compitió en el Mundial de 2009 consiguiendo un 16.º puesto. Obtuvo una medalla de bronce en los Juegos Panamericanos de 2015 y un séptimo lugar en 2007. Logró la medalla de bronce en los Juegos Centroamericanos y del Caribe de 2006. Ganó dos medallas en Campeonato Panamericano, de oro en 2009. Dos veces representó a su país en la Copa del Mundo de 2015, en 2009 y 2015 clasificándose en la séptima posición.